# Oblężenie Placencji (69)
Oblężenie Placencji – starcie zbrojne, które miało miejsce w roku 69 n.e. w czasie wojny domowej w Imperium Rzymskim (tak zwany rok czterech cesarzy).
W roku 69 po wstąpieniu Marka Salwiusza Otona na tron, w kierunku Rzymu wyruszyły zbuntowane oddziały wojskowe Aulusa Witeliusza. Wojska te składały się głównie z żołnierzy stacjonujących w Galii, Germanii, Brytanii i Hiszpanii. Po wkroczeniu do Italii, Witeliusz podzielił swoją armię, wydzielając oddział pod wodzą Cecyny, który pomaszerował na Rzym. W tym samym czasie Oton zwołał nowe zaciągi, przygotowując się do obrony. 
W marcu 69 cesarz wyruszył na czele 25 000 ludzi w kierunku nadciągających sił Cecyny, których liczebność przewyższała znacznie siły cesarza. Pod koniec marca wojska Cecyny podeszły pod Placencję, gdzie znajdowały się siły cesarskie dowodzone przez Tytusa Westrycjusza Spurynnę. Podjęte już pierwszego dnia ataki sił Cecyny rozbiły się o dobrze zorganizowaną obronę wojsk cesarskich, które zadały przeciwnikowi duże straty. Z nastaniem ranku wojska Witeliusza ponowiły szturm na miasto, podkopując się pod mury i próbując wysadzić bramy. I tym razem atak został odparty, a wielu żołnierzy zostało pogrzebanych pod zrzuconymi z murów głazami. Po tej klęsce Cecyna zdecydował się na odstąpienie od oblężenia miasta, kierując się ku Cremonie.